# État croupion
Ne doit pas être confondu avec gouvernement en exil.
 (novembre 2020).
Motif : Dire que l'Ethiopie, le Pakistan ou le Soudan sont des Etats croupions n'est peut-être pas tout à fait pertinent...

Le royaume de Soissons, en violet, entouré de royaumes barbares nouvellement fondés, est un vestige de l'Empire romain en Gaule.

Un État croupion, ou État-croupion, est le vestige d'un État autrefois considérable, laissé avec un territoire réduit à la suite d'une annexion, d'une occupation, d'une sécession, d'une décolonisation, ou d'un coup d'État ou d'une révolution réussie sur une partie de son ancien territoire. Dans ce dernier cas, le gouvernement n'est pas en exil car il contrôle toujours une partie de son ancien territoire.

## Exemples

### Antiquité
- Au milieu du IIe siècle av. J.-C., l'Empire séleucide est réduit à la Syrie, après avoir perdu la majeure partie de son territoire au profit de l'Empire parthe à l'est. Il finit par devenir une province romaine en 64 av. J.-C.[2].
- Le royaume de Soissons, dirigé par Syagrius, survit aux pertes territoriales et à la chute subséquente de l'Empire romain d'Occident en 476, dont le domaine gallo-romain ne compte plus que quelques cités entre la Somme et la Loire. Le royaume échoit finalement au roi des Francs Clovis Ier en 486[3],[4].

### Moyen Âge
- En 578, le royaume des Maures et des Romains est défait par l'Empire byzantin, ce qui conduit presque immédiatement à la fin du royaume, qui est fragmenté et partiellement réincorporé dans l'empire[5]. Le royaume est remplacé par quelques États berbères romanisés plus petits, notamment le royaume d'Altava, centré sur la capitale de l'ancien royaume, qui subsistent jusqu'à la conquête du Maghreb par le Califat omeyyade aux VIIe et VIIIe siècles[6].
- En 1127, les Song du Sud, repliés au sud du Huai He, existent en tant qu'État croupion des Song du Nord, après que la dynastie Jin a pris le contrôle du nord de la Chine[7].
- En 1204, l'Empire byzantin est défait lors de la quatrième croisade, ce qui conduit les Vénitiens et les seigneurs croisés à se partager l'essentiel de l'empire. Les familles impériales byzantines survivantes fondèrent dans les territoires restés sous leur contrôle leurs propres États grecs : l'empire de Nicée dirigé par Théodore Ier Lascaris, le despotat d'Épire dirigé par la dynastie des Anges et l'empire de Trébizonde déjà dirigé par la dynastie des Comnènes[8].
- En 1368, la dynastie Yuan se retire sur le plateau mongol et survit sous la forme d'un État croupion dirigé par la dynastie Yuan du Nord, après que la dynastie Ming a pris le contrôle sur la Chine historique[9].

### Époque moderne

La Navarre indépendante au XVIe siècle
- Territoire resté indépendant
- Territoire conquis et occupé par l'Espagne

- En 1522 le royaume de Navarre est réduit à la seule "Basse-Navarre" située au nord des Pyrénées après avoir perdu la majeure partie de son territoire au profit de l'Empire espagnol. Il se retrouve en 
union dynastique avec la France à partir de 1589 et subsiste formellement jusqu'en 1790.

- Lors de la bataille de Danki en 1549, le Buur-ba Jolof fut vaincu par le seigneur de Kayor, ce qui entraîna la désintégration rapide de l'empire du Djolof. Le Djolof a survécu en tant que royaume du Djolof, un État croupion incapable d'accéder au commerce atlantique entre ses anciens territoires vassaux et les Portugais.

- En 1644 meurt le dernier empereur de la dynastie Ming, sa famille fuit au sud où elle fonde la dynastie des Ming du Sud, après que la dynastie Qing a pris le contrôle de la majeure partie de la Chine historique[10].

- En 1772, le territoire de la république des Deux Nations est réduit de 30 % après le premier partage de la Pologne par la Russie, la Prusse et l'Autriche. L'État croupion qui en résulte est à nouveau partagé en 1793 et complètement annexé en 1795[11],[12]. Après la victoire de Napoléon Ier contre la Quatrième Coalition en 1807, un nouvel État croupion polonais est créé, le duché de Varsovie[13]. Lors du congrès de Vienne en 1815, après la défaite de Napoléon contre la Septième Coalition, le duché est remplacé par le royaume du Congrès et diminué des départements de Poznań, Bydgoszcz et d'une partie de ceux de Kalisz et de Cracovie[14] ; cet État peut aussi être considéré comme un fantoche de la Russie[15].

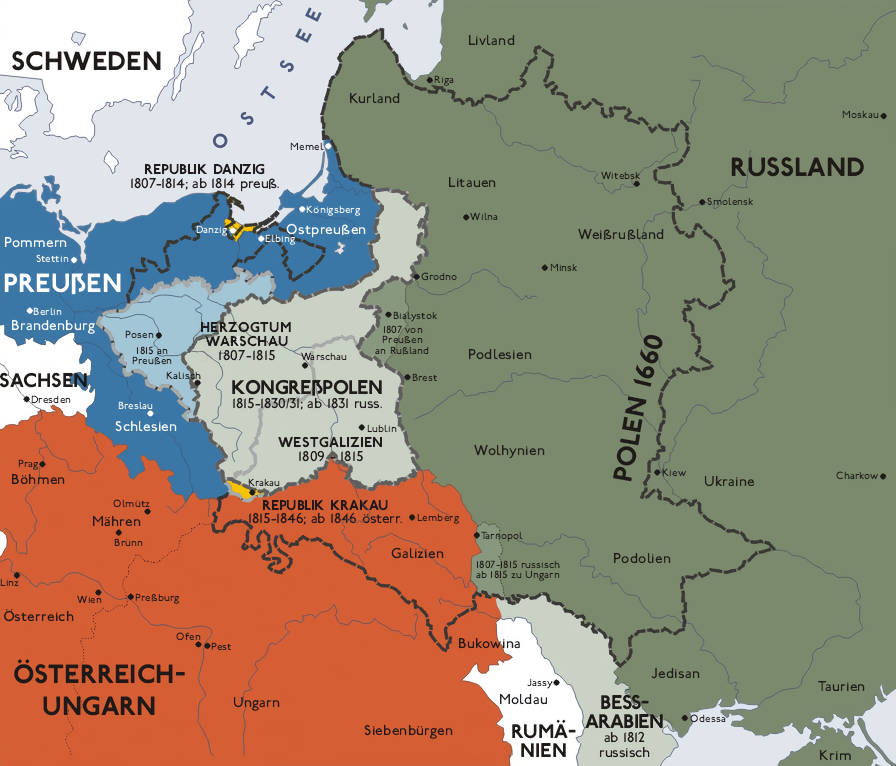
Carte du royaume du Congrès (en gris clair) ; les lignes noires correspondent aux frontières de la république des Deux Nations avant le premier partage de la Pologne (1772).

### Époque contemporaine
- En 1830, le district de Nouvelle-Grenade laisse place à un État croupion, la république de Nouvelle-Grenade, à la suite de la sécession du Venezuela et de l'Équateur qui provoque l'effondrement de la Grande Colombie. La nouvelle nation fait l'expérience du fédéralisme en devenant la Confédération grenadine en 1858, puis les États-Unis de Colombie en 1863, avant de redevenir un pays centralisé sous le nom actuel de république de Colombie en 1886. Le Panama fait sécession en 1903, à la suite de la guerre des Mille Jours, menant aux frontières actuelles de la Colombie[16].
- En 1870, la chute des États pontificaux à la suite de la prise de Rome et de l'annexion du Latium par le royaume d'Italie, achevant l'unification italienne, laisse le territoire du Saint-Siège réduit de facto au Vatican ; le pape étant contraint de se retirer à l'intérieur des murs du Palais apostolique, il y reste enfermé, se considérant « prisonnier du Vatican ». La reconnaissance du Vatican comme État souverain de droit public international, distinct du Saint-Siège, est acté par les accords du Latran en 1929, avec la création de l'État de la Cité du Vatican[17],[18].
- En 1918, le démembrement de l'Empire austro-hongrois à l'issue de la Première Guerre mondiale voit la création de deux États croupions continuateurs de cette double monarchie : la république d'Autriche allemande, créée sur les zones de population majoritairement germanophone des royaumes et pays représentés à la Diète d'Empire, et la République démocratique hongroise, réduite au tiers central de la Grande Hongrie, avec un tiers des Magyars se retrouvant en dehors de ses nouvelles frontières[19],[20],[21].
- La Tchécoslovaquie, à la suite des accords de Munich (1938) puis pendant la Seconde Guerre mondiale, est amputée des Sudètes et de territoires où vivaient des minorités polonaises (Český Těšín et ses environs), hongroises, roumaines et ruthènes (lisière méridionale de la Slovaquie, Ruthénie subcarpathique et bande de terre autour de Stakčín et Sobrance), soit environ 38 % de son territoire ; alors divisé entre le protectorat de Bohême-Moravie et la République slovaque[22].
- En 1949, la fin du régime d'occupation de l'Allemagne, mis en place après la Seconde Guerre mondiale, voit la renaissance de l'Allemagne via l'instauration de deux États allemands, la RFA et la RDA[23]. Ces deux États croupions sont fondés sur un territoire allemand réduit — à la suite de la capitulation du Troisième Reich en 1945 — d'une part, à l'ouest de la ligne Oder-Neisse, avec : un retour aux frontières du Reich allemand avant les premières annexions hitlériennes en 1938, la Sarre devenant territoire autonome sous protectorat français et les Pays-Bas annexant approximativement 69 km2 le long de sa frontière, et d'autre part, avec l'amputation de ses territoires à l'est de cette même ligne, comprenant la Poméranie ultérieure, la Nouvelle-Marche, presque toute la Basse-Silésie (sauf une petite zone à l'est et aux alentours de Hoyerswerda), la Haute-Silésie et la province de Prusse-Orientale. Soit la cession d'environ un quart du territoire d'avant-guerre de la république de Weimar[24].
- En 1949, après la victoire du Parti communiste chinois dans l'établissement de la république populaire de Chine sur la Chine continentale pendant la guerre civile chinoise, le gouvernement de la république de Chine s'enfuit sur l'île de Taïwan et continue de revendiquer son autorité sur toute la Chine[25]. Depuis lors, certains le considèrent comme un État croupion[26] tandis que d'autres le considèrent comme un gouvernement en exil[27],[28].
- En 1971, le Pakistan occidental laisse place à un État croupion à la suite de la sécession du Pakistan oriental lors de la guerre de libération du Bangladesh. Le Pakistan perd alors environ 17 % de son territoire où vivait un peu plus de la moitié de sa population[29].
- En 1991, l'Éthiopie est laissé comme État croupion par la sécession de l'Érythrée lors de la guerre d'indépendance érythréenne, perdant environ 11 % de son territoire où vivait environ 7 % de sa population[29].
- La république fédérale de Yougoslavie, c'est-à-dire le nom que la communauté d'États de Serbie-et-Monténégro utilise de 1992 à 2003, est considérée comme l'État croupion laissé par la république fédérative socialiste de Yougoslavie lors de sa dislocation en 1992[30], bien que son statut d'État continuateur lui ait été refusé par le Conseil de sécurité des Nations unies[31]. En 2006, le Monténégro déclare son indépendance de l'union et la Serbie devient l'État continuateur de la fédération. En outre, le Kosovo déclare unilatéralement son indépendance de la Serbie en 2008.
- En 2011, la partie nord du Soudan laisse place à un État croupion à la suite de la sécession du Soudan du Sud lors d'un référendum d'autodétermination. Le Soudan, premier pays d'Afrique et du monde arabe en superficie jusqu'alors, perd environ un tiers de son territoire à la suite de cette partition[32],[33].